# William Purdie
William Purdie ( 1817 - 1857 ) fue un botánico escocés. Fue curador, y horticultor del Real Jardín Botánico de Edimburgo; y luego de 1846 hasta su deceso lo fue en los Jardines botánicos de Trinidad, realizando importantes recolecciones de flora de Jamaica, Colombia, Venezuela.
- La abreviatura «Purdie» se emplea para indicar a William Purdie como autoridad en la descripción y clasificación científica de los vegetales.[1]